# Plectreurys bicolor
Espèce
Plectreurys bicolor est une espèce d'araignées aranéomorphes de la famille des Plectreuridae.

## Distribution
Cette espèce est endémique de Basse-Californie du Sud au Mexique,. Elle se rencontre à San José del Cabo.

## Description
La femelle décrit par Gertsch en 1958 mesure 5,5 mm et la femelle 6 mm.

## Publication originale
- Banks, 1898 : Arachnida from Baja California and other parts of Mexico. Proceedings of the California Academy of Sciences, sér. 3, vol. 1, p. 205-308 (texte intégral).